# Гребля Таксебт
Гребля Таксебт (Taksebt іноді Taqsebt, تاقصبت) – гідротехнічна споруда на півночі Алжиру, яка утворює одну з найбільших штучних водойм в республіці Алжир.
Греблю спорудили в 1993 – 2001 роках на уеді Тахухт (Takhoukht), що впадає ліворуч до уеду Себау (Sebaou), який досягає Середземного моря за понад півсотні кілометрів на схід від міста Алжир. Водозбірний басейн вище від споруди складає 448 км2, а головним призначенням водосховища є водопостачання центральних районів Кабілії (фр. Kabylie, бербер. Tamurt n Leqbayel), а саме вілайєтів Алжир, Бліда, Бумердес та Тізі-Узу. Наповнення штучної водойми виконувалось досить повільно з підвищенням рівня води поетапно на різні горизонти. Офіційний прийом в експлуатацію водосховища відбувся 5 червня 2007 р.  Водосховище живиться в основному за рахунок дощів та танення снігового покриву на північних схилах гірської країни Джурджуран (Djurdjuran), вершини якої вкриті снігом майже 6 місяців на рік.
В межах проекту долину уеду в межах місцевого розширення заплави перекрили земляною греблею із глиняним ядром максимальною висотою 82 м, довжиною по гребеню 482 м та шириною від 9 (по гребеню) до 464 (по основі) метрів. При цьому під основою протифільтраційного ядра був вилучений до корінних тріщинуватих скельних порід алювій шаром до 20 м. Для боротьби з фільтрацією під греблею виконана подвійна цементаційна завіса, об'єднана з поздовжною галереєю (потерною) в основі ядра. Будівництво потребувало екскавації 2,29 млн м3 та відсипки 6,76 млн м3 матеріалу, також було використано 86 тис. м3 бетону (з них 32 тис. м3 для підземних споруд). Відведення води під час будівництва забезпечили за допомогою тунелю довжиною 470 метрів з пропускною здатністю 1250 м3/с (в подальшому він передбачений для випорожнення штучної водойми та пропуску частини паводкової витрати води). У правобережному примиканні греблі облаштували поверхневий паводковий водоскид, розрахований на перепуск води під час повені максимальною витратою 2500 м3/с. Нижня частина водоскиду об'єднана з вихідною частиною тонелю, прокладеного у борті правого берегового схилу. Для забезпечення подачі води споживачам в складі головного гідровузла водосховища облаштована водозабірна башта, яка має водозабірні вікна, розташовані на чотирьох різних рівнях Це забезпечує відбір води з різних горизонтів з врахуванням температурного режиму штучної водойми. Башта розташована у правого берега дещо вище водозливу паводкового водоскиду, водовідвідний трубопровід виведений у нижній б'єф. Гідровузол має різні дренажні тонелі і систему контрольно-вимірювальної апаратури для контролю стану греблі та інших споруд гідротехнічного комплексу.  Загальний обсяг інвестицій становив 540 млн.євро.
Гребля утворила водосховище об’ємом 175 млн. м3, з яких 164 млн. м3 відносяться до корисного об’єму. При номальному рівні площа водойми становить 5,28 км2.
21 травня 2003 р. при наповненні водосховища до відмітки 145,79 м стався землетрус потужністю 6,8 балів по шкалі Ріхтера з епіцентром у 80 км від створу греблі. Це призвело до утворення в конструкції греблі ряду дефектів як то: просадка гребеня греблі, утворення локальних тріщин, посилена фільтрація води крізь її тіло та у правобережного примикання. В подальшому виконано комплекс робіт по ліквідації цих ушкоджень.

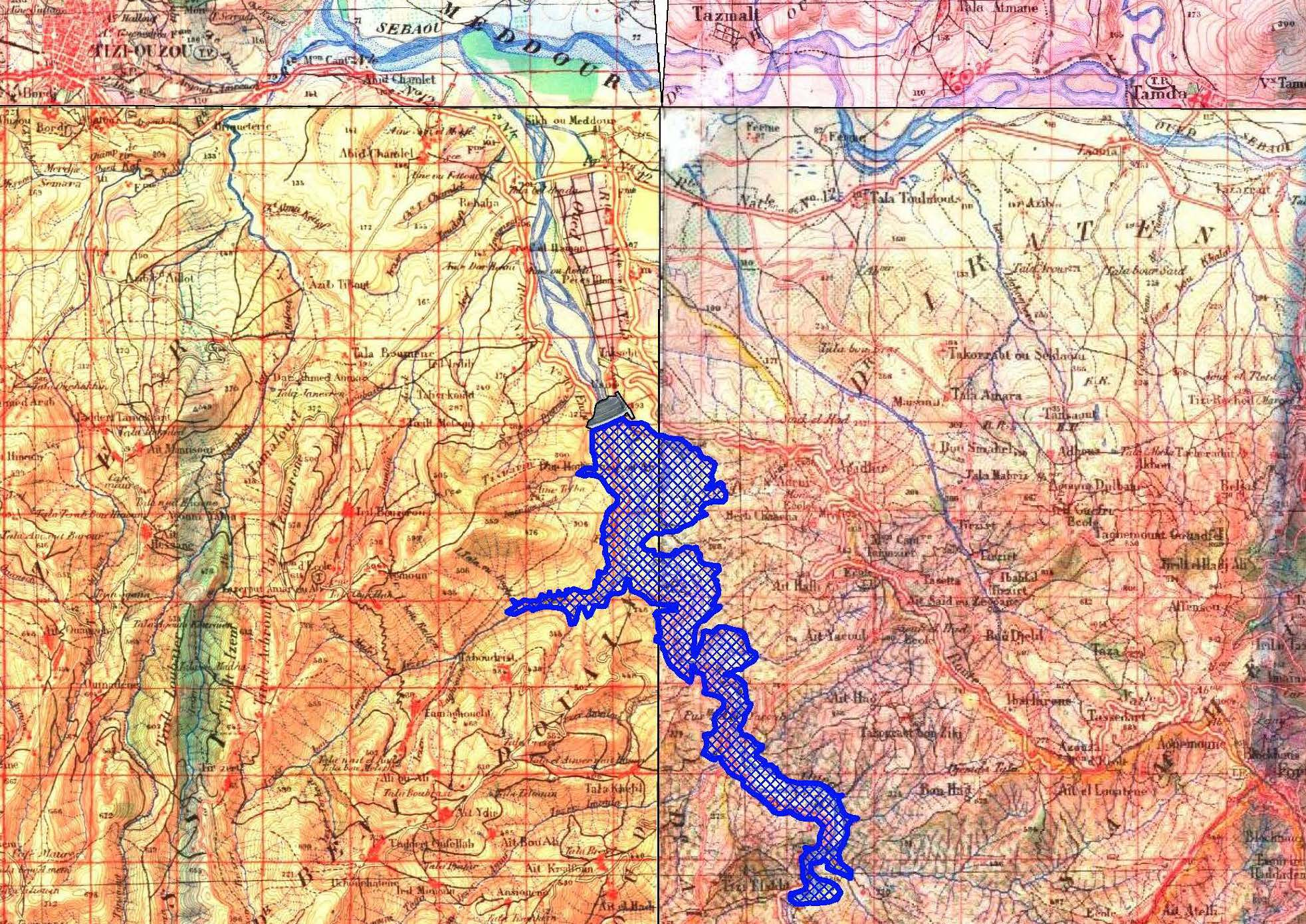
План водосховища